# Народно военновъздушно училище
Народното военновъздушно училище „Георги Бенковски“ е военновъздушно учебно заведение, съществувало в периода 1945 – 1959 г.

## История
Народното военно въздушно училище „Г. Бенковски“ е формирано със заповед № 281 от 13 януари 1945 г. на командира на Въздушните войски генерал-майор Ганчо Манчев в летище Враждебна. През пролетта на 1948 г. е пребазирано на летището в Долна Митрополия. За негов пръв началник е назначен полковник Атанас Атанасов. През 1948 г. получава военнопощенски номер 8240. През 1955 г. за началник на училището е назначен полковник Васил Кръстев Василев. С указ на Президиума на Народното събрание № 350 от 18 юли 1959 г. се реорганизира във Висше военновъздушно училище „Георги Бенковски“.

## Началници
- Полковник Атанас Атанасов (от 1945)
- Полковник Васил Василев (1955 – 1958)